# Henk Jesse
Hendrik Johannes Jesse (Leiden, 2 september 1905 - 24 januari 2001) was een radiopionier die als eerste amateur een radioverbinding maakte tussen Nederland en de Verenigde Staten in het jaar 1923. Hij was de zoon van de architect Hendrik Jesse.

## Ondernemer
Jesse was tot en met 1996 actief als ondernemer met zijn bedrijf "Electro Apparaten en Transformatorenfabriek". Jesse was toen als 90-jarige waarschijnlijk de oudste ondernemer in Nederland.

## Radiopionier
Jesse maakte op 28 december 1923, op 18-jarige leeftijd, als eerste Nederlandse radioamateur een radioverbinding met de Verenigde Staten. In deze periode was het illegaal om als particulier radio-uitzendingen te doen. Om toch als radiostation herkend te worden, verzon hij de roepletters PCII. Voor deze prestatie heeft hij later, als enige in Nederland een radioregistratie gekregen zonder daar een examen voor te hoeven afleggen. Hij kreeg toen van het verantwoordelijke ministerie de roepletters PA0CII toegewezen, als herinnering aan de roepletters die hij 60 jaar hiervoor als radiopiraat gebruikte. De experimentele uitzendingen werden destijds gedaan vanuit een zolderkamer in het ouderlijk huis, genaamd "De Keet". Een huis dat door zijn vader, de architect, ontworpen was.
Bij de bouw en bediening van de radiozender werd Henk Jesse bijgestaan door andere leden van de "Noordwijksche Radio Club", waaronder Ruud Tappenbeck, Wolfgang (Wolf) Tappenbeck en Johan Willem (Jo) Groot Enzerink.

## Historische context
Er is geen informatie te vinden over een eerdere trans-Atlantische radioverbinding tussen Nederland en de Verenigde Staten. Men zou dus rustig kunnen beweren dat Henk Jesse de eerste radioverbinding tussen Nederland en de Verenigde Staten tot stand heeft gebracht.
1923 was een druk jaar in de ontwikkeling van de radio in Nederland. Er werden diverse pogingen gedaan om de trans-Atlantische radioverbinding tot stand te brengen. Het station PA9 heeft hiervoor zelfs een officiële vergunning gekregen. Van beide zijden van de oceaan werden regelmatig signalen ontvangen echter tot een volledige verbinding kwam het voorheen niet.
PA9 zou met de officiële communicatieproeven beginnen in de nacht van 10-11 januari 1924. PA9 werd al eerder wel gehoord in de Verenigde Staten, echter kon geen succesvolle verbinding tot stand brengen. PA9 gebruikte ook een andere frequentie dan PCII, wat mede van invloed was op het maken van de verbinding.

## De verbinding
Op 28 december 4.17u werd in Leiden ontvangen (in telegraaftaal) "pcii nu 2agb k". Hierop werd onmiddellijk verzonden "2agb un pcii gm om qsa k". (vrij vertaald: "pcii hier de 2agb. over.", "2agb hier de pcii, goedemorgen beste man, hoe sterk is de ontvangst? over.") Hierdoor ontstond een communicatie die tot 6.17u duurde.